# Wilgspikkelpalpmot
De wilgspikkelpalpmot (Anacampsis temerella) is een vlinder uit de familie tastermotten (Gelechiidae). De wetenschappelijke naam is voor het eerst geldig gepubliceerd in 1846 door Lienig & Zeller.
De soort komt voor in Europa.